# Eugen Krebs

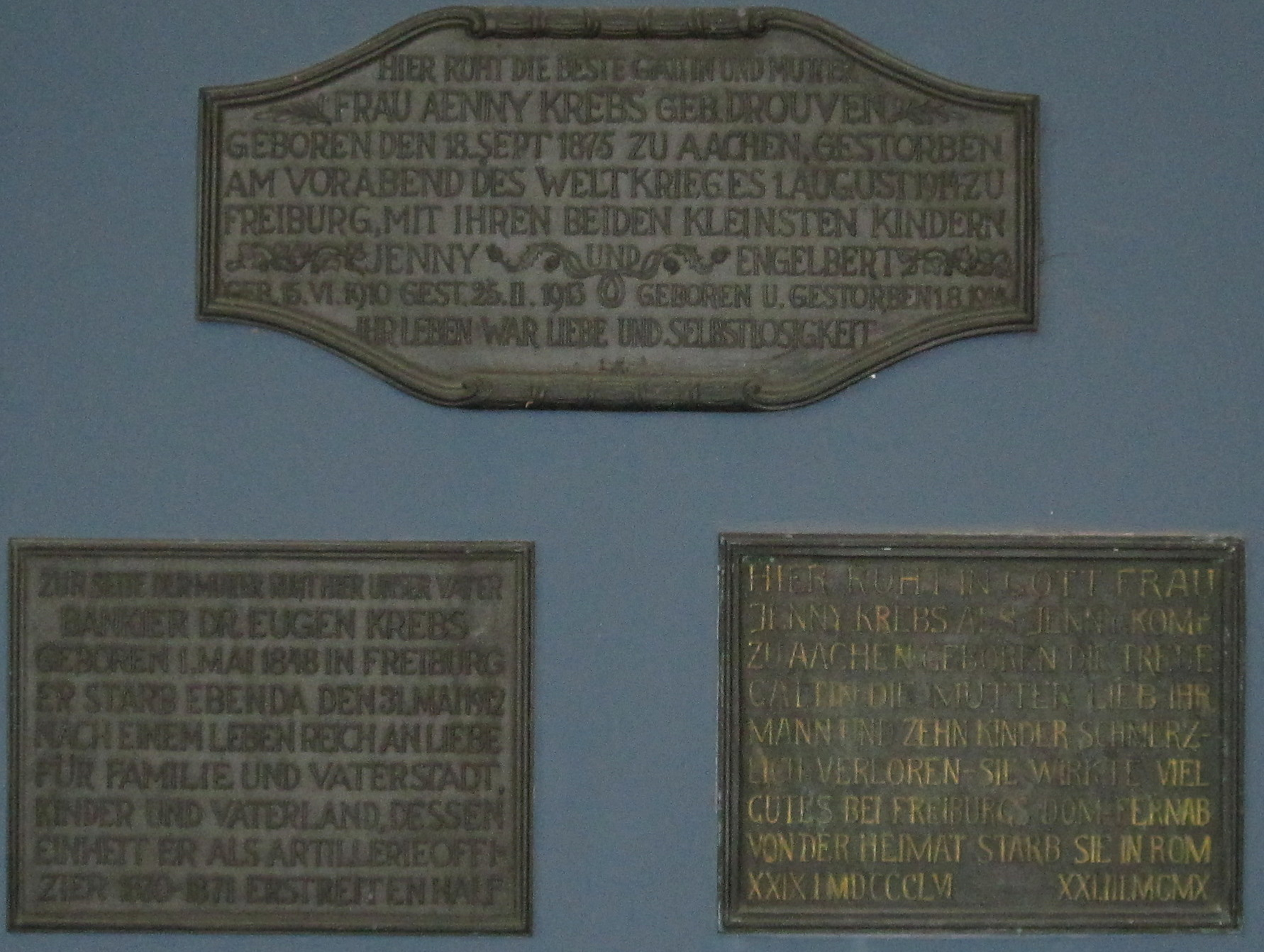
Grabplakette in der Familienkapelle auf dem Hauptfriedhof Freiburg

Eugen Krebs (* 1. Mai 1848 in Freiburg im Breisgau; † 31. Mai 1912 ebenda) war ein deutscher Bankier.

## Leben
Eugen Krebs stammte aus dem Freiburger Bankhaus J. A. Krebs, sein Vater war der Firmeninhaber Joseph Alexander Krebs III. (1802–1861). Er studierte zunächst Ingenieurwissenschaften und wurde Privatdozent am Polytechnikum in Aachen.
Nachdem sein Bruder Adolf Krebs I. (1841–1874) überraschend verstarb, übernahm er 1874 die Leitung des familieneigenen Bankhauses, unterstützt von seinem Onkel Johann Krebs (1813–1895). Neben seiner Tätigkeit als Bankier war er in zahlreichen Gremien tätig, so war er ab 1878 etwa Stadtrat von Freiburg. Auch für den Caritasverband unter Lorenz Werthmann war er fördernd tätig.
Vom 30. Juni bis 8. Juli 1882 wohnte Franz Liszt als Gast in seinem Haus am Freiburger Münsterplatz.
Eugen Krebs hatte 10 Kinder, seine Söhne Adolf Krebs II. (1876–1960) und Eugen Krebs (1877–1943), die 1905 als Teilhaber in die Bank eingetreten waren, übernahmen nach seinem Tode die Leitung der Bank. Weitere seiner Kinder waren der Maler und Grafiker Karl Krebs (1880–1914) und der katholische Priester, Theologe und Dogmatiker Engelbert Krebs (1881–1950).